# Juliane-Marie Kog
Juliane-Marie Kog (dansk) eller Juliane-Marien-Koog (tysk) er en cirka 329 hektar stor kog ved Dagebøl i Nordfrisland. Kogen er opkaldt efter den dansk-norske dronning Juliane Marie af Braunschweig-Wolfenbüttel.  

## Historie
Opførelsen af kogen blev muliggjort ved hjælp af en kongelig oktroj dateret 6. juni 1776. Kogen blev inddiget i året 1778. Kogen havde et areal på 609 dagslet og en taksationsværdi af 106.200 rigsdaler i 1864. Kogen havde ikke ejendomsret til det forland, som blev dannet uden for kogen, men ved en kontrakt af 1853 med regeringen fik man ret til at bruge og benyttet forlandet indtil den dag, dette måtte blive inddiget. Hoveddeltagerne (ejerne af 60 dagslet) lod administration og politi udøve af en valgt inspektør. Samlet var der 53 indbyggere i 1864.
Bebyggelsen startede med to gårde i 1806.

## Beskrivelse
Kogens dige har en samlet længde på 2,2 kilometer. Størstedelen af arealet benyttes som agerland. 
På nordfrisisk kaldes kogen Juuljåånen-Mariienkuuch.